# Unione Val d'Enza
L'Unione Val d'Enza è un'unione di comuni nata il 1º ottobre 2008 dalla decisione di sette comuni italiani della Provincia di Reggio Emilia assorbendo la già costituita Associazione Val d'Enza. Con l'ingresso di Canossa i comuni aderenti sono divenuti otto nel 2014.
Fanno parte dell'Unione i comuni di Bibbiano, Campegine, Canossa, Cavriago, Gattatico, Montecchio Emilia, San Polo d'Enza e Sant'Ilario d'Enza.
L'Unione ha una estensione di circa 240 km² ed una popolazione di 62 906 abitanti (anno 2022).
Ha sede amministrativa a Barco, nel comune di Bibbiano, tuttavia la sede legale è a Montecchio Emilia comune capodistretto, sede dell'ospedale distrettuale e del polo scolastico di istruzione superiore. 
Confina a nord con l'Unione Bassa Reggiana; a sud con l'Unione Appennino Reggiano; a ovest con l'Unione Bassa Est Parmense (PR), la città di Parma, l'Unione Pedemontana Parmense (PR) e l'Unione Montana Appennino Parma Est (PR); a est con l'Unione Terra di Mezzo, la città di Reggio Emilia e l'Unione Colline Matildiche.

## Scopo
L'Ente nasce per l'integrazione tra i comuni di funzioni quali servizi sociali, gestione del personale, polizia locale, gare e appalti per la fornitura di beni e servizi, gestione dei sistemi informatici, coordinamento dei servizi scolastici ed educativi. È inoltre uno strumento di raccordo tra le Amministrazioni per gli obiettivi comuni in materia di tutela dell'ambiente, promozione culturale e turistica.

## Territorio
Estendendosi da nord a sud lungo la Valle dell'Enza, attraversa paesaggi molto differenziati, da quello tipicamente appenninico e collinare nella zona sud, a quelli tipici della Pianura padana nella zona nord. Alla spiccata varietà dei paesaggi corrisponde anche una varietà di opportunità e di bisogni, nonché di esigenze molto differenziate da Comune a Comune. Convivono infatti nel distretto Comuni estesi e meno popolosi, con prevalente vocazione agricola o turistica, con Comuni meno estesi e più urbanizzati, più vicini al capoluogo, a vocazione più produttiva.
Il territorio si colloca al confine tra le due province di Parma e di Reggio Emilia, con equidistanza di alcuni centri del Distretto fra le due città.
È possibile percorrere l'intero territorio a piedi o in bicicletta attraverso il sentiero Cai 672, denominato Sentiero della libertà perché attraversa luoghi importanti della storia della Liberazione.

## Monumenti e luoghi di interesse
La Val d'Enza trova le sue radici storiche più caratterizzanti negli eventi medievali collegati alle vicende canossane e nella recente storia della Resistenza. Il territorio è ricchissimo di manufatti di valore storico, con alcuni siti di interesse nazionale ed internazionale. Si segnalano in particolare:
- Castello di Canossa
- Castello di Rossena e torre di Rossenella
- Borgo di Votigno
- Castello di Montecchio
- Tempietto del Petrarca
- Casa Cervi

Sono diffuse le biblioteche, le sale espositive, i centri culturali. Sono anche presenti due sale cinematografiche e teatrali. Numerosi e interessanti gli edifici di carattere religioso, sovente risalenti ad epoca matildica e oggetto di ristrutturazioni nel XVII e nel XVIII secolo.

## Percorsi naturalistici
All'interno del variegato paesaggio della Val d'Enza, seguendo il corso del torrente, si trovano cinque aree naturali e seminaturali tutelate dall'Unione Europea e inserite nella Rete Natura 2000.
- Fiume Enza da La Mora a Compiano
- Riserva naturale Rupe di Campotrera
- Sorgenti dell'Enza
- Fontanili di Corte Valle Re
- Fontanili di Gattatico e fiume Enza

## Gastronomia
Il prodotto tipico per eccellenza è il Parmigiano reggiano, che secondo alcune fonti sarebbe nato proprio nel territorio di Bibbiano, Comune della Val d'Enza. 
Tra i vini locali si segnalano il Lambrusco e la Spergola. Numerose le acetaie per la produzione dell'Aceto Balsamico Tradizionale. 
Tra i piatti tipici si trovano i tortelli verdi e i tortelli di zucca; i cappelletti; il gnocco fritto; l'erbazzone. Tra i dolci, la spongata, la torta di riso e la zuppa inglese. 